# Konditorkage
Konditorkager er betegnelsen på kager fremstillet af en konditor. Almindeligvis tænker vi her kun på flødekager og tørkager i portionsstørrelse, selv om konditoren også laver småkager og større kager, såsom lagkager, skærekager og tærter.